# Сагино (окръг, Мичиган)
Окръг Сагино (на английски: Saginaw County) е окръг в щата Мичиган, Съединени американски щати. Площта му е 2113 km², а населението - 190 800 души (2018). Административен център е град Сагъно.